# Piesarthrius
Piesarthrius is een kevergeslacht uit de familie van de boktorren (Cerambycidae). De wetenschappelijke naam van het geslacht werd voor het eerst geldig gepubliceerd in 1835 door Hope.

## Soorten
Piesarthrius omvat de volgende soorten:
- Piesarthrius bleeserae McKeown, 1942
- Piesarthrius brevicornis Aurivillius, 1917
- Piesarthrius frenchi (Blackburn, 1891)
- Piesarthrius gearyi McKeown, 1940
- Piesarthrius laminosus (Newman, 1840)
- Piesarthrius marginellus (Hope, 1835)
- Piesarthrius muelleri (Blackburn, 1896)
- Piesarthrius reticulaticollis McKeown, 1940
- Piesarthrius rufoflavus McKeown, 1940